# روبن آپرز
روبن آپرز (انگلیسی: Ruben Apers؛ زادهٔ ۲۵ اوت ۱۹۹۸) دوچرخه‌سوار اهل بلژیک است.
از باشگاه‌هایی که در آن بازی کرده‌است می‌توان به اسپورت فلاندر–بالوزه اشاره کرد.